# Dialysis mentata
Dialysis mentata är en tvåvingeart som beskrevs av Webb 1978. Dialysis mentata ingår i släktet Dialysis och familjen vedflugor. Inga underarter finns listade i Catalogue of Life.